# Krzysztof Stachowski
Krzysztof Stachowski herbu Ogończyk – marszałek Trybunału Głównego Wielkiego Księstwa Litewskiego w 1610 roku, marszałek oszmiański w 1618 roku, wojski oszmiański w latach 1603–1618.
Poseł powiatu mińskiego na sejm zwyczajny 1613 roku. Poseł na sejm nadzwyczajny 1613 roku z powiatu oszmiańskiego. Poseł na sejm 1620 roku z powiatu oszmiańskiego.